# Tekstilna industrija
Tekstilna industrija je industrija koja se bavi proizvodnjom prediva, pletiva, tkanina i gotovih proizvoda od tekstila, od prirodnih materijala poput vune, pamuka i svile, ili umjetnih materijala.

## Vanjske poveznice
- Ekologija u tekstilstvu Hrvatska tehnička enciklopedija, portal hrvatske tehničke baštine. LZMK

- Domaća tvornica rublja (DTR) Hrvatska tehnička enciklopedija, portal hrvatske tehničke baštine. LZMK

- Odjevna industrija Hrvatska tehnička enciklopedija, portal hrvatske tehničke baštine. LZMK

- Odjevna tehnologija Hrvatska tehnička enciklopedija, portal hrvatske tehničke baštine. LZMK

- Tekstilna tehnologija Hrvatska tehnička enciklopedija, portal hrvatske tehničke baštine. LZMK

- Tekstilni strojevi Hrvatska tehnička enciklopedija, portal hrvatske tehničke baštine. LZMK

- Tekstilno-kemijska tehnologija Hrvatska tehnička enciklopedija, portal hrvatske tehničke baštine. LZMK

- Tekstilno-mehanička tehnologija Hrvatska tehnička enciklopedija, portal hrvatske tehničke baštine. LZMK